# Krkavče
Krkavče este o localitate din comuna Koper, Slovenia, cu o populație de 254 de locuitori.